# Tyvriv
Tyvriv (in ucraino Тиврів?) è un insediamento rurale ucraino (3879 abitanti) nel distretto di Vinnycja, nell'oblast' di Vinnycja. Ospita l'amministrazione della comunità territoriale di Tyvriv, una delle comunità territoriali dell'Ucraina.
Fino al 18 luglio 2020 Tyvriv fungeva da centro amministrativo del distretto di Tyvriv, abolito come parte della riforma amministrativa dell'Ucraina, che ha ridotto a sei il numero dei distretti dell'oblast' di Vinnycja. L'area del distretto di Tyvriv è stata fusa nel distretto di Vinnycja.
Fino al 26 gennaio 2024 Tyvriv era classificata come insediamento di tipo urbano. Da tale data è entrata in vigore una nuova legge che ha abolito questo status e Tyvriv è stata riclassificata come insediamento rurale.